# Vili Ravnjak
Vili Ravnjak, slovenski dramaturg, režiser, pisatelj, scenarist in duhovni učitelj, * 31. marec 1960, Celje, Slovenija.
Vili Ravnjak je večstranska osebnost, ki se že od mladosti dalje  izraža na različnih ustvarjalnih področjih. Njegov ustvarjalni opus sega vse od poklicnega dela v gledališču in na televiziji ter pisanja knjig in strokovne publicistike, do poučevanja novodobnih duhovnih praks in vodenja meditacij.

### Življenjepis
Otroštvo je preživel v kmečkem okolju na Zreškem Pohorju, od koder izvirajo njegovi starši oz. predniki. V Zrečah je obiskoval osnovno šolo, na kateri se je začel že pri dvanajstih letih ukvarjati s pisanjem in gledališčem (kot osmošolec je s sošolci leta 1975 uprizoril svojo prvo dramo Samotna koča). Po končani srednji šoli v Celju se je v leta 1979 vpisal na študij dramaturgije na Akademiji za gledališče, radio, film in televizijo v Ljubljani, kjer je diplomiral leta 1984.
Jeseni leta 1983 je prvič prišel živeti in delati v Maribor, kjer se je kot dramaturg zaposlil v Slovenskem narodnem gledališču (SNG). V mariborskem gledališču je ostal (z dvema vmesnimi prekinitvami) zaposlen vse do danes. Dva mandata (skupno enajst let) je opravljal delo umetniškega direktorja Drame.  
Leta 2022 je prejel Glazerjevo nagrado za življenjsko delo.

### Gledališki opus
Gledališko delo Vilija Ravnjaka obsega več področij – od praktične in teoretične dramaturgije, gledališke zgodovine in antropologije, vodenja gledališča, pedagoškega dela do pisanja dramskih tekstov in gledališke publicistike. Med letoma 1985–1989 je bil ravnatelj in umetniški vodja Drame SNG Maribor, od leta 1985 do 1992 je vodil Dramski studio Maribor, med letoma 1998 in 2002 pa Gledališko šolo Maribor. Med letoma 2006 in 2013 je bil ponovno umetniški direktor Drame.
Napisal je več dram in scenarijev (objavljeni so v knjigi Feniksov let, 1998), igranih doma in v tujini, ter tri knjige gledališke esejistike in strokovnih člankov (Mariborski gledališki nemiri, 1990, Umetnost igre, 1991, Gledališče kot stvarnost in iluzija, 2005). Leta 2012 je v elektronski obliki izdal dve knjigi dramskih besedil (Rimski dramski diptih in Misterijsko gledališče).

### Duhovna dejavnost
Ob poklicnem umetniškem delu se Vili Ravnjak od leta 1987 stalno ukvarja z duhovnim delom na sebi in s proučevanjem ezoteričnih tradicij, od leta 1992 pa tudi s posredovanjem teh znanj drugim. Najprej se je srečal z intenzivom razsvetljenja, sledilo je ukvarjanje s kabalo, tantro, jogo, reikijem, reinkarnacijsko terapijo, zen meditacijo ...  Od leta 2002 se največ posveča izročilom budizma in meditacijski jogi. Čeprav je na svoji duhovni poti spoznal mnoge izjemne duhovne učitelje, odlične smeri in šole, prejel različne iniciacije ..., je kljub temu ostal zvest sebi in tako zunaj vseh duhovnih organizacij ter gibanj.
Leta 1992 je začel s predavanji in vodenjem delavnic ter seminarjev novodobne duhovnosti (Ezoterični seminar, 1992–1996, Seminar reinkarnacijske terapije od 1994 dalje, Šola mističnega reikija od 1996 dalje, Meditacijska srečanja, 1997–2001 ...). V devetdesetih letih je bil med tistimi, ki so v Sloveniji napravili največ za popularizacijo novodobne duhovnosti in ezoterike, zlasti kot avtor poljudnoznanstvene televizijske serije v desetih delih Tretje oko (Televizija Slovenija, 1998).
Napisal in objavil je več knjig (Spoznavanje Višjega Jaza, 1993, Smaragdna pot, 1999, O poteh samospoznavanja (scenarij in komentar serije Tretje oko), 1999, Prebujanje v svetlobo, 2002, Lotosov cvet nad vodno gladino, 2011). Za Radio Maribor je leta 1993 posnel serijo radijskih predavanj Vodnarjev čas. Leta 2005 sta v tiskani in elektronski obliki izšli novi izdaji knjig Spoznavanje Višjega Jaza in Kdo sem jaz? (Esej o poteh samospoznavanja).
Jeseni leta 2010 je začel znova širše delovati kot duhovni učitelj. V Mariboru je organiziral skupinske meditacije za razvoj miru in sočutja, jeseni leta 2011 je začel s predavanji v svoji Duhovni šoli, spomladi 2012 pa je na Pohorju vodil prvi meditacijski umik v tišino. 

## Drame
- Pusta zemlja : TV drama, Ljubljana: TV, 1983 (COBISS)
- Potovanje v Rim : drama o Caravaggiu, [S.l. : s.n.], 1988 (COBISS)
- Potovanje v Rim : drama o Caravaggiu; Aneks: komična fantazija, Zveza kulturnih organizacij Slovenije, Novo Mesto, 1990 (COBISS)
- Tugomer ali Tisti, ki meri žalost : dramska balada, Zveza kulturnih organizacij Slovenije, Ljubljana, 1984 (COBISS)
- Giordano Bruno : dramski dialogi, Slovensko narodno gledališče, Maribor, 1988 (COBISS)